# Гепатоканцероген
Гепатоканцероген (от лат. hepar „печень“ + лат. cancer „рак“ и др.-греч. γενναω „рождаю“) — различные факторы окружающей среды, обладающие опухолевородными свойствами, которые негативно влияют на ткани и клетки печени (гепатоциты), вызывая злокачественные опухоли. К таким факторам относят:
- химические канцерогены,
- физические канцерогены,
- биологические канцерогены

Большинство гепатоканцерогенов — это химические вещества.

## Механизмы действия химических канцерогенов
Химические гепатоканцерогены представлены многочисленными органическими соединениями, лишь небольшое число неорганических веществ обладают такой способностью. 

### Механизм действия ПАУ и их производных
Большинство химических гепатоканцерогенов — полициклические ароматические углеводороды и их производные. Они образуются в результате процессов сгорания нефтепродуктов, продуктов угольной и коксохимической промышленности, древесины, бытового мусора, неполного сгорания топлива, в результате перекаливания масел, при сильной жарке мяса и рыбы, входят в состав сигаретного дыма, смога, обнаруживаются в воздухе городов, крупных нефте-, коксохимических предприятий, ТЭС работающих на угле. Многие ПАУ, помимо канцерогенной активностью обладают тератогенным действием.
В организм ПАУ попадают несколькими путями:
- воздушным — через дыхательные пути и лёгкие,
- дермально — через кожу (особенно повреждённую) и слизистые оболочки,
- алиментарно — то есть с пищей.

Проникнув в кровь ПАУ переносятся в печень, где обезвреживаются до инертных растворимых в воде и неканцерогенных метаболитов. Однако, зачастую продукты окисления ПАУ вызывают негативные изменения клеток — озлокачествление или опухолевую трансформацию.
Рассмотрим действие одного из производных бензантрацена — эпоксибензантрацена.
Попадая в гепатоцит, бензантрацен окисляется (гидроксилируется) микросомальной системой, катализируемой цитохромом P450, до эпоксида. Эпоксид является веществом с высокой реакционной способностью, за счёт образования цикла, между атомом кислорода и молекулой углеводорода (цикл имеет сильное напряжение), вследствие этого он может легко связываться с нуклеофильными группами азотистых оснований, входящих в состав ДНК. Процесс взаимодействия эпоксида с нуклеофильными группами ДНК называется алкилированием. Алкилирование происходит с образованием ковалентно связанных (зачастую очень прочно) ДНК-аддуктов с нуклеиновыми основаниями (в особенности с гуанином). Образовавшиеся аддукты вызывают целый ряд повреждений ДНК, которые приводят к нарушению транскрипции и мутациям. Помимо сильнейшего канцерогенного действия эпоксибензатрацен оказывает и сильное токсическое воздействие, однако, если его концентрация в клетках мала (<5 мкг/л), то продукты дальнейшего окисления менее опасны и выводятся из организма. Бо́льшая концентрация эпоксида (от 5 мкг/л) в клетках печени, приводит к опухолевой трансформации, апоптозу и гибели. Накопление продуктов окисления эпоксида, также влечёт за собой мутации и опухолевородное воздействие.

### Механизм действия ароматических аминов
Многие ароматические амины широко используются в промышленности и в быту. Они обладают резобтивным действием — вызывая опухоли, отдалённые от места попадания или введения. Такими способностями обладают:
- 2-нафтиламин
- Бензидин
- 4-аминодифенил

Ароматические амины проникают в организм человека несколькими путями:
- через дыхательные пути и лёгкие,
- через кожу.

Механизм действия этих канцерогенов сходен с механизмом действия ПАУ. Попадая в гепатоцит, ароматический амин гидроксилируется до эпоксида, который в зависимости от концентрации либо повреждает генетический материал клетки, вызывая трансформацию или гибель клетки, либо обезвреживается ферментной системой до более безопасных метаболитов.

### Механизм действия афлатоксинов
|  |  |  |
|  |  |  |

Афлатоксины (сокр. от Aspergillus flavus toxins) — являются сильнейшими гепатоканцерогенами, продуцируются некоторыми видами микроскопических грибов рода аспергилл (A.flavus, A.parasiticus итд.). 
Все афлатоксины — контаминанты и попадают в организм человека исключительно алиментарным путём т.е с пищевыми продуктами, которые были поражены микромицетами аспергиллами (основу составляют продукты растительного происхождения с высоким содержанием масел и крахмала — арахис, зерновые культуры, кукуруза, сухофрукты, реже встречаются в продуктах животного происхождения — молоке, мясе и яйцах).
Механизм воздействия на гепатоциты имеет сходства с механизмом воздействия ПАУ. Однако продукты гидроксилирования имеют более высокие окислительные свойства и повреждают клетки посредством нарушения структуры целостности биомембран и алкирования нуклеиновых кислот.

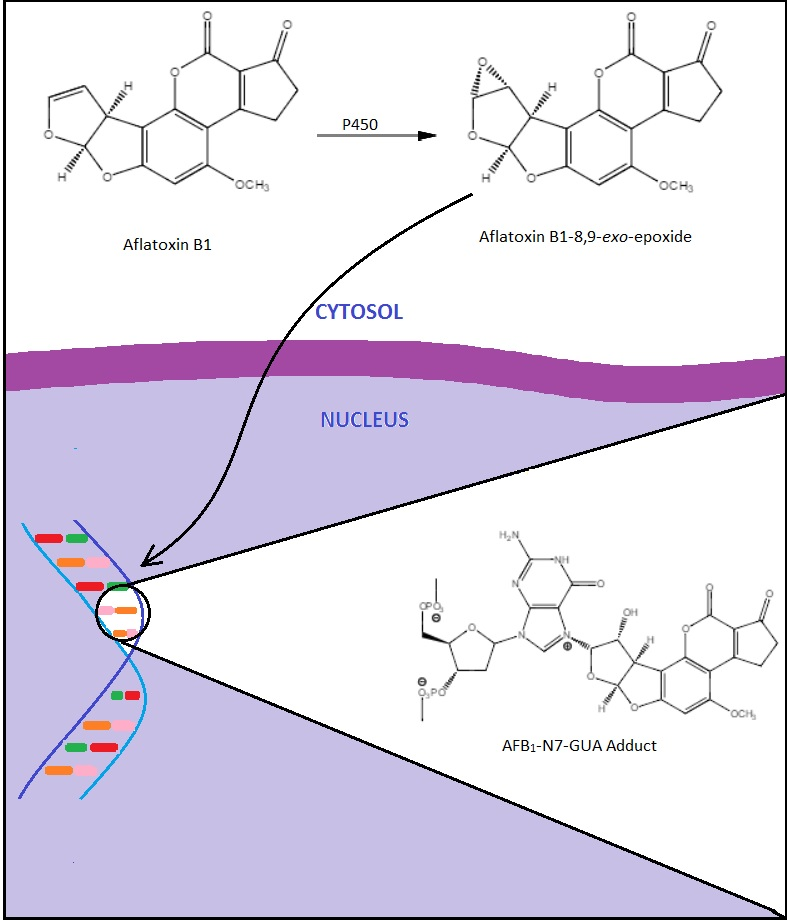
Схема образования ДНК-аддукта АФВ1.

В молекулах афлатоксинов большое количество атомов кислорода, вследствие этого, попадая в клетку печени и подвергаясь микросомальному гидроксилированию молекулы приобретают чрезвычайно реакционноспособные свойства. Они немедленно начинают алкилировать цепи ДНК, образуя с ними прочные аддукты. Алкилирование ДНК приводит к повреждениям гена-онкосупрессора p53, вплоть до утраты к экспрессии белка. Тем самым лишая гепатоцит апоптоза. Дальнейшее продолжение процесса приводит к трансформации клеток, посредством активации некоторых онкогенов, например, K-ras, вызывая гепатоцеллюлярную карциному.
Скорость алкилирования лимитируется концентрацией продуктов гидроксилирования, однако, даже минимальное количество причиняет серьёзные повреждения гепатоцитам. Помимо этого они обладают сильнейшей гепатотоксичностью (в особенности Афлатоксин B1 — наиболее токсичный, СДЯВ, минимальная летальная доза для человека составляет менее 2 мг/кг). 
Афлатоксины способны вызывать у человека острые и хронические микотоксикозы, названные афлатоксикозами. Возникновению афлатоксикозов способствует отсутствие надлежащего санитарно-эпидемиологического контроля за продуктами питания, особенно в странах с жарким и влажным климатом (страны тропической Африки, Юго-восточной Азии и Индия), где среди местного населения наблюдаются высокие показатели цирроза печени и гепатоцеллюлярной карциномы.
Отравление афлатоксинами требует безотлагательных мер медицинской помощи.

### Механизм действия неорганических канцерогенов
Из неорганических гепатоканцерогенов следует отметить мышьяк, соединения кадмия и шестивалентный хром.
Шестивалентный хром является генотоксичным непрямым гепатоканцерогеном. Попадая в клетку печени, он переходит в более стабильное пятивалентное состояние, которое обладает ярко выраженной генотоксичностью. Помимо пятивалентного состояния образуется и трехвалентный хром.

## Гепатоканцерогены человека
| Доказанные                       | Предполагаемые                                                                                                |
| -------------------------------- | --- |
| Винилхлорид Диоксид тория Мышьяк | Альдрин Гептахлор ДДТ Дильдрин Полигалогенированные бифенилы Трихлорэтилен Хлороформ Четыреххлористый углерод |

## Гепатоканцерогены животных
| Вещество                                                                                              | Вид животных                                |
| --- | ------------------------------------------- |
| Азокрасители и их предшественники: аминоазобензол, 4-диметиламиноазобензол, о-аминоазотолуол          | крысы, мыши                                 |
| Галогеналканы: четыреххлористый углерод, хлороформ, иодоформ, бензилхлорид                            | мыши, крысы, хомяки                         |
| Ароматические соединения: 1,1,1-трихлор-2,2-бис(п-хлорфенил)этан, 1,1-дихлор-2,2-бис(п-хлорфенил)этан | мыши                                        |
| 2-ацетаминофлуорен                                                                                    | крысы, мыши, хомяки, кролики, собаки, кошки |
| Диалкил- и арилалкилгидразины                                                                         | крысы                                       |
| Нитроароматические соединения: ароматические гидроксиламины, 4-нитрохинолон-1-оксид                   | крысы                                       |
| Нитрозамины                                                                                           | крысы                                       |
| Тиосоединения: тиомочевина, тиоацетамид                                                               | грызуны                                     |
| Токсины: афлатоксины, сафрол                                                                          | крысы                                       |
| Этилкарбаматы                                                                                         | мыши                                        |